# Poldi Gersa

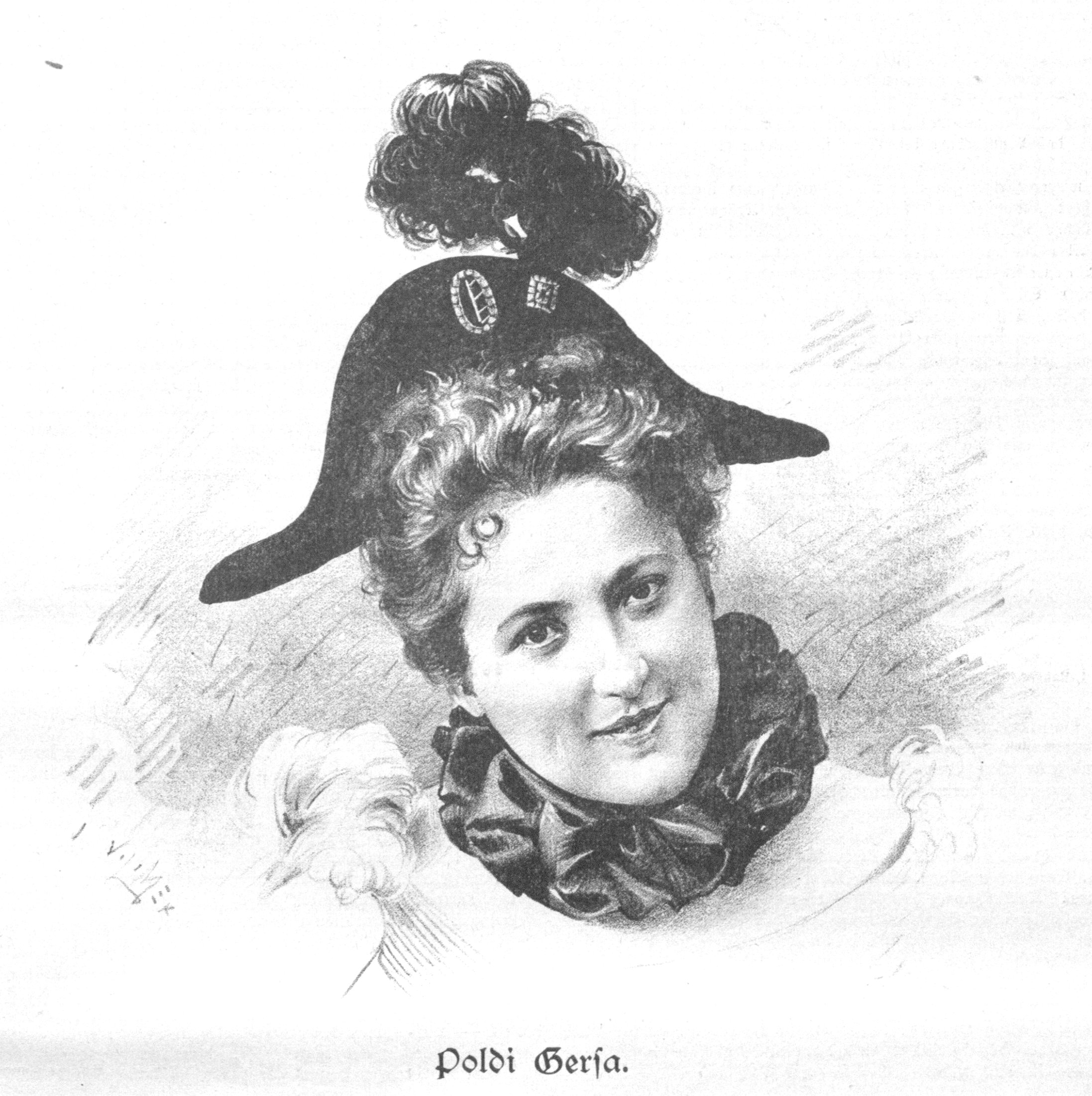
Poldi Gersa im Jahre 1896

Poldi Gersa (13. September 1874 in Schwechat – nach 1902) war eine österreichische Sängerin (Sopran) und Theaterschauspielerin.

## Leben
Sie begann mit 17 Jahren ihre Bühnenausbildung. Ihre Lehrer waren Anna Schröder-Chaloupka in Stettin, Albert Goldberg und Louise Ottomann in Dresden.
Ihr erstes Engagement hatte sie in Stettin (1891–1893), dann war sie in Leipzig und ging schließlich von dort ans Residenztheater in Dresden.
Sowohl gesanglich als auch spielerisch leistete sie sehr Anerkennenswertes und zeichnet sich durch Humor und gesunden, natürlichen Witz aus.

## Rollen (Auswahl)
- Adele in Die Fledermaus
- Fiametta in Boccaccio
- Mizi Schlager in Liebelei